# Haroldius discoidalis
Haroldius discoidalis là một loài bọ cánh cứng trong họ Bọ hung (Scarabaeidae).